# Jan Martínez
Jan Martínez Franchi (Buenos Aires, 28 gennaio 1998) è un pallavolista argentino, schiacciatore del Tourcoing.

## Biografia
È il figlio dell'allenatore ed ex pallavolista Esteban Martínez e il fratello minore dell'ex pallavolista Morena Martínez.

## Carriera

### Club
La carriera di Jan Martínez inizia nel settore giovanile del Ciudad, club col quale debutta nella Liga Argentina de Voleibol nella stagione 2015-16 e nel corso di tre annate si aggiudica una Coppa ACLAV. Nel campionato 2018-19 passa al Bolívar, con il quale si aggiudica lo scudetto, venendo premiato come miglior giocatore argentino, e la Coppa Libertadores, nel campionato seguente, invece, approda in Brasile, dove prende parte alla Superliga Série A con il Sesc, vincendo il Campionato Carioca.
Nella stagione 2020-21 viene ingaggiato dal Maaseik, nella Liga A belga, militandovi per un biennio, al termine del quale, nell'annata 2022-23 passa al Trefl Gdańsk, nella Polska Liga Siatkówki, con il quale disputa due campionati. Nell'annata 2024-25 viene ingaggiato dal Tourcoing, nella Ligue A francese.

### Nazionale
Fa parte della nazionale argentina under 19 impegnata al campionato mondiale 2013 e vincitrice della medaglia d'argento al campionato mondiale 2015, dove viene anche premiato come miglior schiacciatore. Con l'under 21 conquista l'oro al campionato sudamericano 2016, ricevendo anche il premio di MVP del torneo e partecipa al campionato mondiale 2017; con l'under 23 invece conquista l'oro alla Coppa panamericana 2016 e al campionato mondiale 2017.
Nel 2016 debutta in nazionale maggiore alla Coppa panamericana, dove conquista la medaglia d'argento. Successivamente vince l'oro alla Coppa panamericana 2018, seguito da un altro oro ai XVIII Giochi panamericani e da due argenti al campionato sudamericano 2019 e 2021, prima di conquistare l'oro al campionato sudamericano 2023.

## Palmarès

### Club
- Campionato argentino: 1

2018-19
- Coppa ACLAV: 1

2017
- Coppa Libertadores: 1

2018-19
- Campionato Carioca: 4

2019

### Nazionale (competizioni minori)
- Campionato mondiale under 19 2015
- Coppa panamericana 2016
- Coppa panamericana under 23 2016
- Campionato sudamericano under 21 2016
- Campionato mondiale under 23 2017
- Coppa panamericana 2018
- Giochi panamericani 2019

### Premi individuali
- 2015 - Campionato mondiale under 19: Miglior schiacciatore
- 2016 - Campionato sudamericano under 21: MVP
- 2019 - Liga Argentina de Voleibol: Miglior giocatore argentino